# Arthur Taxier
Arthur Taxier (nacido el 19 de enero de 1951, en Glasgow, Escocia, Reino Unido) es un actor estadounidense, más conocido por el papel del teniente Carl Zymak en la serie de televisión Midnight Caller. También interpretó el papel recurrente del Dr. Morton Chegley en la serie de televisión St. Elsewhere, entre 1983 y 1988.